# Joseph Kurtz
Joseph Edward Kurtz (ur. 18 sierpnia 1946 w Mahanoy City w Pensylwania) – amerykański duchowny katolicki, arcybiskup metropolita Louisville w latach 2007–2022, przewodniczący Konferencji Episkopatu USA w latach 2013–2016.

## Życiorys
Przyszedł na świat w rodzinie George’a i Stelli (z domu Żmijewska). Jest jednym z piątki rodzeństwa. W 1964 wstąpił do Seminarium Duchownego św. Karola Boromeusza (seminarium archidiecezji Filadelfia). Święcenia kapłańskie otrzymał 18 marca 1972. Stał się kapłanem diecezji Allentown. Obrzędu dokonał ówczesny ordynariusz Allentown Joseph Mark McShea. Przez 27 lat pracował jako duszpasterz, a także w administracji diecezji.
26 października 1999 otrzymał nominację na biskupa diecezji Knoxville w stanie Tennessee. Sakry udzielił mu abp Gabriel Montalvo Higuera, ówczesny nuncjusz apostolski w USA. 12 czerwca 2007 mianowany arcybiskupem metropolitą Louisville, zaś 15 sierpnia 2007 kanonicznie objął urząd. W Konferencji Biskupów Amerykańskich zasiadał m.in. w Komitecie ds. Małżeństwa i Życia Rodzinnego. Jest również członkiem Rady Doradczej ds. beatyfikacji abpa Fultona Sheena.
W latach 2010–2013 był wiceprzewodniczącym Konferencji Episkopatu USA, zaś w latach 2013–2016 był jej przewodniczącym.
24 października 2018 został mianowany administratorem apostolskim diecezji Memphis po tym, jak papież Franciszek złożył z urzędu ze skutkiem natychmiastowym biskupa Martina Holleya.
8 lutegp 2022 papiez Franciszek przyjął jego rezygnację z posługi arcybiskupa metropolity Louisville.